# Vándormeggyvágó
A vándormeggyvágó vagy sárgacsőrű meggyvágó (Eophona migratoria) a madarak osztályának verébalakúak (Passeriformes) rendjébe és a pintyfélék (Fringillidae) családjába tartozó faj.

## Rendszerezése
A fajt Ernst Hartert írta le 1903-ban, a Coccothraustes nembe Coccothraustes migratorius néven.

## Előfordulása
Ázsiában, Kína, Hongkong, Japán, Dél-Korea, Észak-Korea, Laosz, Mianmar, Oroszország, Tajvan, Thaiföld és Vietnám területén honos. Erdők lakója. Vonuló faj. 

## Megjelenése
Magevőkre jellemző, vaskos sárga csőre van. A hím feje, szárnya egy része és farka fekete, nyaka és melle szürke, háta világosbarna és a hasa sárga. A tojó barnás színű.

## Életmódja
Magvakból és gyümölcsökből áll a tápláléka.

## Szaporodása
|  |

## Természetvédelmi helyzete
Az elterjedési területe rendkívül nagy, egyedszáma pedig stabil. A Természetvédelmi Világszövetség Vörös listáján nem fenyegetett fajként szerepel.